# Кортовське озеро
Кортовське озеро (пол. jezioro Kortowskie) — проточне озеро, розташоване в південно-західній частині Ольштина в безпосередній близькості районів - Сонячний Сток, Дайткі, Кортово, у водозбірній площадці Лини і Преголі.
Це перше у світі озеро з урахуванням технічного методу рекультивації, який називається кортовський експеримент (з 1956 року).
У зв'язку з урахуванням технічного методу рекультивації, висота рівня води в озері може бути 
штучно контрольована, а від 1956 року верхній допустимий рівень води у водосховищі становить 103,2 м н.р.м.
Берегова лінія слабо розвинена, західний берег покривають ліси. При озері знаходяться пляж (на території Вармінсько-Мазурського університету) і судноплавна пристань.
Кортовське озеро це проточне озеро лящове. До водосховища впадають невеликиі потоки: Лісовий потік, Стародворський потік і потік Парковий, а також невелика струнмінь Кортувка, що тече з озера Укєль. Береги озера переважно низькі, і тільки в місцях високі і круті.

## Флора

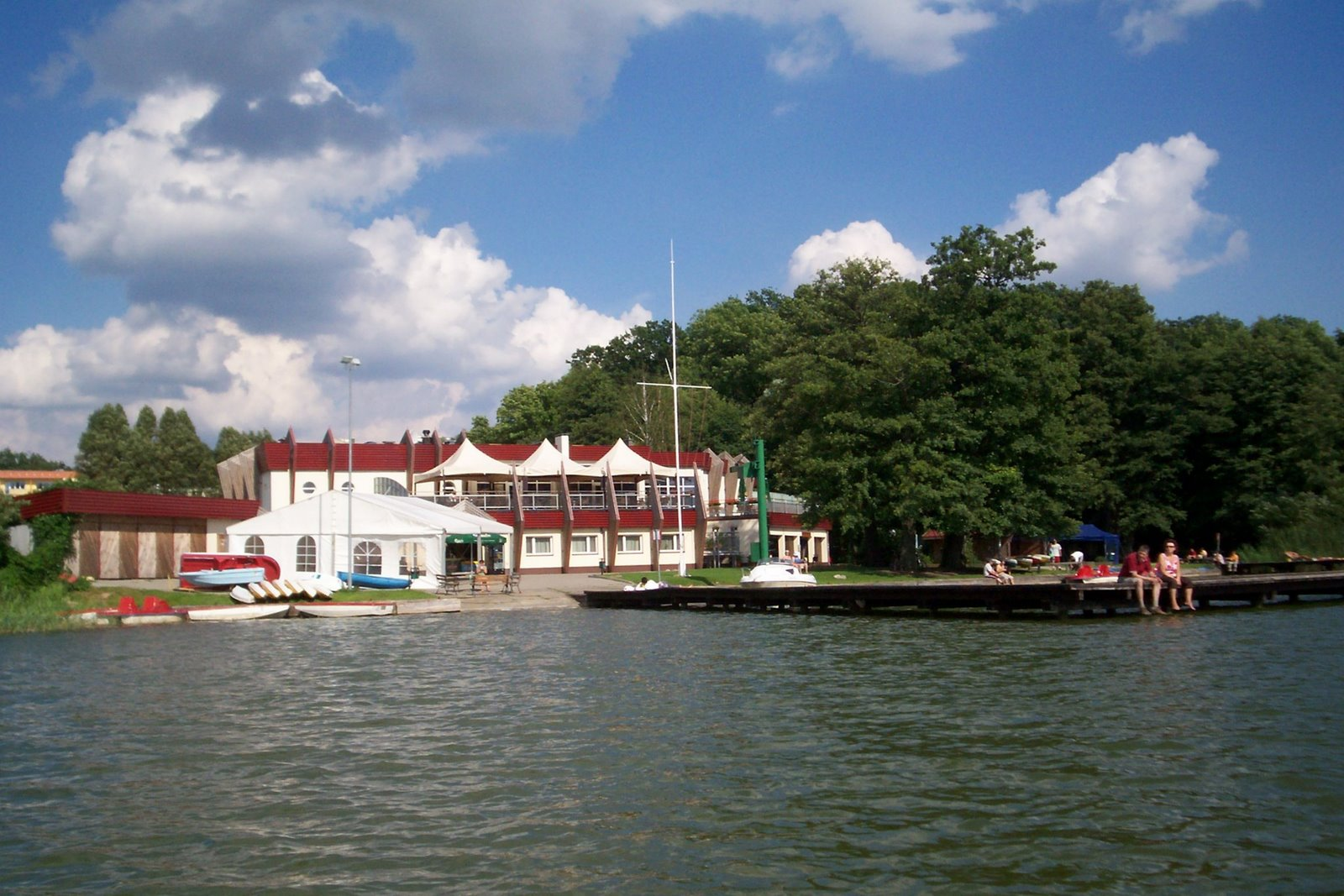
Пристань на озері

У озері переважають: елодея канадська (Elodea canadensis), очерет звичайний (Phragmites australis), рогіз вузьколистий (Typha angustifolia) i широколистий (T. latifolia), комиш (Scirpus lacustris), лепешняк великий (Glyceria maxima), водопериця колосиста (Myriophyllum spicatum), рдесник пронизанолистий (Potamogeton perfoliatus), глечик жовтий (Nuphar luteum), латаття біле (Nymphaea alba).